# Каллистов, Дмитрий Павлович
Дми́трий Па́влович Калли́стов (5 [18] февраля 1904, Варшава — 2 марта 1973, Ленинград) — советский антиковед и историк античности, переводчик.

## Биография
Родился в семье настоятеля Варшавского Свято-Троицкого кафедрального собора протоиерея Павла Дмитриевича Каллистова и его супруги Стефаниды Семеновны, урождённой Будилович. Восприемником при его крещении стал студент Императорского Варшавского университета, будущий известный историк, академик Борис Дмитриевич Греков (А. А. Зимин позднее называл Д. П. Каллистова внебрачным сыном Грекова).
Высшее образование получил в Ленинградском государственном университете, где учился на факультете общественных наук (1921—1924) и на отделении права (1926—1927). Э. Д. Фролов вспоминал, как Д. П. Каллистов не раз ему говорил, что «предпочел бы карьеру адвоката деятельности ученого-антиковеда».
Репрессирован в 1928—1934 годах, одноделец будущего академика Д. С. Лихачёва (Шпалерный дом предварительного заключения, Соловецкий лагерь особого назначения, Белбалтлаг, Дмитлаг).
В 1934—1937 годах под руководством акад. С. А. Жебелёва обучался в аспирантуре Государственной Академии истории материальной культуры (ГАИМК). В 1938 году защитил кандидатскую диссертацию «Рим и Боспор от Митридата до Нерона». В 1948 году защитил докторскую диссертацию «Боспор Киммерийский (Опыт исследования по истории Северного Причерноморья и Боспора эпохи Археанактидов и первых Спартокидов)».
Профессор кафедры истории Древней Греции и Рима Исторического факультета ЛГУ.

## Основные работы

### Монографии
- Каллистов Д. П. Очерки по истории Северного Причерноморья античной эпохи / Д. П. Каллистов ; ЛГУ им. А. А. Жданова. — Л.: Изд-во ЛГУ, 1949. — 287 с.
- Каллистов Д. П. Северное Причерноморье в античную эпоху. — Л.: Учпедгиз, 1952. — 187 с.
- Каллистов Д. П., Нейхардт А. А., Шифман И. Ш., Шишова И. А. Рабство на периферии античного мира / отв. ред. Д. П. Каллистов. — Л.: Наука, 1968. — 271 с. (в сер. «Исследования по истории рабства в античном мире»)
- Каллистов Д. П. Античный театр. — Л.: Искусство, 1970. — 175 с.
- Доватур А. И. Каллистов Д. П., Шишова И. А. Народы нашей страны в «Истории» Геродота: Тексты, перевод, комментарий. — М.: Наука, 1982. — 455 с. (в сер. «Древнейшие источники по истории народов СССР»)

### Научная редакция
- Жебелёв С. А. Северное Причерноморье: Исследования и статьи по истории Северного Причерноморья античной эпохи / С. А. Жебелёв; отв. ред. Д. П. Каллистов. — М.; Л.: Изд-во АН СССР, 1953. — 388 с.
- Древняя Греция : Книга для чтения / Под ред. Д. П. Каллистова, С. Л. Утченко. — М.: Учпедгиз, 1954. — 232 с.
- Древняя Греция / отв. ред. В. В. Струве, Д. П. Каллистов. — М.: Изд-во АН СССР, 1956. — 613 с.
- Хрестоматия по истории Древней Греции : Учеб. пособие для ист. фак. ун-тов / Под ред. Д. П. Каллистова. — М.: Соцэкгиз, 1964. — 695 с.
- Древний Рим : Книга для чтения / Под ред. Д. П. Каллистова, С. Л. Утченко. — 3-е изд., перер. и доп. — М.: Просвещение, 1969. — 390 с.